# コロンバス・クルー・スタジアム
マフレ・スタジアム（Mapfre Stadium）は、アメリカ合衆国のオハイオ州コロンバスにあるスタジアム。プロサッカーリーグ・MLSのコロンバス・クルーが本拠地としている。

## 概要
1999年完成。2003年にはFIFA女子ワールドカップを開催。また、OHSAA高校サッカー選手権が毎年開催されている。2001年のMLSカップ、2005年のMLSオールスターゲームも開催した。サッカー以外のスポーツとしてはUSAラグビー主催の7人制ラグビー大学選手権が開催された実績がある。
コンサートの開催の実績としては毎年開催されるロック・オン・ザ・レンジ、また単独公演としてはポール・マッカートニーやテイラー・スウィフトが当地で公演を行った。
2014年にスペイン・マドリードに本社を持つマフレが命名権を取得し、会場名を「マフレ・スタジアム」に変更された。米国法人はボストンに本拠がある。但しFIFA（国際サッカー連盟）主催サッカー国際試合開催時は正式名称に戻される。